# Jacopo d'Angelo
Jacopo d'Angelo, conosciuto anche come Iacopo di Angelo da Scarperia, o Iacopo Angeli (Scarperia, 1360 circa – Roma, 1410 circa), è stato un latinista e grecista italiano.
Allievo dell'umanista e politico toscano Coluccio Salutati, che lo avviò agli studi letterari, a partire dal 1400 svolse alcuni incarichi nella Curia romana. Tradusse dal greco in latino alcune biografie tratte dalle Vite parallele di Plutarco, tra le quali la Vita di Cicerone e, nel 1406,  la Geografia di Tolomeo, dedicando quest'ultima, dopo averla corredata d'una carta dell'Italia antica, a papa Alessandro V, di cui per vari anni fu segretario. Nella sua attività di ricerca degli antichi codici, è particolarmente rilevante il ritrovamento del testo integrale delle Filippiche, le orazioni ciceroniane contro Marco Antonio.